# Tuskahoma
Tuskahoma – jednostka osadnicza w Stanach Zjednoczonych, w stanie Oklahoma, w hrabstwie Pushmataha.